# Live in San Francisco (album de dead prez)
Pour les articles homonymes, voir Live in San Francisco.
Albums de dead prez
RBG: Revolutionary But Gangsta
(2004) Turn Off the Radio: The Mixtape Vol. 3: Pulse of the People
(2009)
Live in San Francisco est un album live de dead prez, sorti le 5 février 2008.

## Liste des titres
| No  | Titre                       | Durée |
| --- | --------------------------- | ----- |
| 1.  | Turn Off the Radio          | 1:53  |
| 2.  | That's War!                 | 1:50  |
| 3.  | We Need a Revolution        | 2:24  |
| 4.  | Know Your Enemy             | 2:11  |
| 5.  | Hell Yeah (Pimp The System) | 2:45  |
| 6.  | W-4                         | 3:04  |
| 7.  | Assassination               | 1:10  |
| 8.  | Behind Enemy Lines          | 1:26  |
| 9.  | B.I.G. Respect              | 1:33  |
| 10. | I'm A African               | 1:40  |
| 11. | Runaway Slave               | 1:29  |
| 12. | Grown Man                   | 1:25  |
| 13. | When Mama Cries             | 3:12  |
| 14. | Mind Sex                    | 2:49  |
| 15. | Fuck the Law                | 1:18  |
| 16. | It's Bigger Than Hip-Hop    | 2:46  |
| 17. | Walk Like A Warrior         | 1:53  |
| 18. | Twenty                      | 1:11  |
| 19. | They Schools                | 3:10  |
| 20. | Riot Starter                | 2:16  |
| 21. | Running Hot                 | 2:25  |
| 22. | Portraits of Life           | 2:18  |